# Franz Göring (SS-Mitglied)
Franz Göring (* 13. Januar 1908 in Schneidemühl; † unbekannt, nach 1959) war als SS-Obersturmbannführer in der Abteilung VI-Wirtschaft T 2 im Reichssicherheitshauptamt (RSHA) tätig und nach dem Krieg Mitarbeiter in der Organisation Gehlen (OG) und im Bundesnachrichtendienst.

## SA und Gestapo
Am 20. November 1931 wurde Göring Angehöriger der SA. Zum 1. Februar 1932 trat er der NSDAP bei (Mitgliedsnummer 938.997). Der Aufstieg in den SA-Führerstand und die sogenannte „Führer-Vereidigung“ auf Adolf Hitler erfolgte am 5. März 1933 als Angehöriger des SA-Sturm 60 in Erfurt.
Vom 30. August bis 3. September 1933 nahm er in Nürnberg am Reichsparteitag der NSDAP teil. Einen Lehrgang der Führerschule I der SA absolvierte er in den Monaten April und Mai 1934 in Sondershausen in Thüringen.
Göring trat etwas später in den Polizeidienst ein und wurde Mitarbeiter bei der Gestapo, wobei er nach entsprechender Ausbildung später in Schneidemühl als Kriminalkommissar tätig wurde. In dieser Dienststellung hatte er eine enge Beziehung zum Leiter der SD-Außenstelle Ernst-Jochen Schwarzwäller in Schneidemühl, zu dem er freundschaftliche Kontakte pflegte.

## Reichssicherheitshauptamt
Die Beförderung zum SA-Obersturmführer erfolgte am 20. April 1936, worauf er anschließend im gleichen Jahr in die SS (SS-Nummer 308.171) übernommen wurde. Danach wechselte er als SS-Obersturmführer in das SD-Hauptamt im RSHA über. Hier war er unter dem SS-Standartenführer Prof. Dr. Robert Schmied im SD-Amt VI-WI (Wirtschaft) in der Abteilung T 2 eingesetzt. Dort wurde er auch als Verbindungsmann zum Reichsminister Hjalmar Schacht tätig. Im Jahre 1942 stieg er zum Abteilungsleiter auf.
In der Endphase des Zweiten Weltkriegs beauftragte ihn SS-Brigadeführer Walter Schellenberg mit Sonderaufgaben. Ende 1944 war er Verbindungsoffizier der Gestapo bei der Überführung skandinavischer Häftlinge in ihre Heimat über das KZ Neuengamme in der so genannten Rettungsaktion der Weißen Busse. Am 5. Februar 1945 war er Transportbegleiter eines Zuges mit 1200 Häftlingen aus dem KZ Theresienstadt zur Schweizer Grenze, was auf eine Initiative von Heinrich Himmler hin ausgeführt wurde. Als Hitler von diesem Transport erfuhr, verbot er sofort jede weitere Evakuierungsaktion aus den Konzentrationslagern.

## Nach 1945
Nach Kriegsende betätigte sich Göring zuerst als Handelsvertreter, um dann in die Organisation Gehlen (OG) einzutreten. In Hamburg gehörte er der Dienststelle TON in der Stellbergerstr. 45 an. Seine Hauptaufgabe bestand darin, Agenten in der Volksrepublik Polen zu betreuen. In dieser Tätigkeit trat er unter den Decknamen Wilhelm Thorwald, Dr. Walther, Wilhelm Tobias, Ernst Walther, Helmut Fricke und Claus Thomas auf. Gemeldet war er in Hamburg 33 in der Starstraße 45.

## Bundesnachrichtendienst und MfS der DDR
Als der BND aus der OG am 1. April 1956 entstand, wurde auch Göring übernommen, der dann im Jahre 1958 die Leitung der Dienststelle in Hamburg übernahm. Zum Jahresende 1957 besuchte ihn dort sein alter Bekannter Ernst Schwarzwäller, ehemaliger SS-Untersturmführer und SD-Außenstellenleiter in Schneidemühl, der seit 1954 als Geheimer Hauptinformator (GHI) des Ministeriums für Staatssicherheit (MfS) der DDR arbeitete. Schwarzwäller frischte die alte Freundschaft mit Göring sofort wieder auf und gewann dessen Vertrauen. In Görings Abwesenheit konnte Schwarzwäller geheime Unterlagen des BND einsehen und entwenden. Darunter befanden sich u. a. Angaben zur Anwerbung eines polnischen Offiziers durch den BND.
1959 musste sich Schwärzwäller in die DDR absetzen, da er vom BND beobachtet wurde. Das Absetzmanöver bekam den Namen Aktion Herrmann. Am 4. April 1959 besuchte Schwarzwäller noch einmal Göring unter einem Vorwand in dessen Hamburger Privatwohnung. Bei dieser Gelegenheit entwendete er alle verfügbaren Akten und eine Stahlkassette und fuhr damit in die DDR. Er hinterließ einen Brief, in dem er anbot, Göring alle Unterlagen nach einer gründlichen Aussprache zurückzugeben. Göring durchschaute sofort das Anwerbemanöver des MfS. Im Sommer 1959 trat Schwarzwäller bei einer Pressekonferenz des DDR-Presseamtes auf, stellte sich als Überläufer vor und sagte u. a.: „Ich bin Herrn Göring heute sehr dankbar, dass er mir die Möglichkeit gegeben hat, die in seiner Dienststelle befindlichen Unterlagen als Beweise meines ehrlichen Willens, dem deutschen Volke zu helfen, hierher zu bringen“. Einige der gestohlenen Dokumente veröffentlichte Julius Mader 1960 in seinem Buch Die graue Hand.
In der als Mikroform existierenden Personalakte des BND datiert der letzte Bearbeitungsvermerk vom 5. August 1976. Ein Sterbedatum oder Sterbeort ist nicht vermerkt.